# Melanoplus bakeri
Melanoplus bakeri är en insektsart som beskrevs av Morgan Hebard 1932. Melanoplus bakeri ingår i släktet Melanoplus och familjen gräshoppor. Inga underarter finns listade i Catalogue of Life.